# Odontodactylus japonicus
Odontodactylus japonicus là một loài tôm tít trong họ Odontodactylidae. Chúng được de Haan công bố mô tả lần đầu tiên vào năm 1844.